# Liste der Meerengen in Kanada

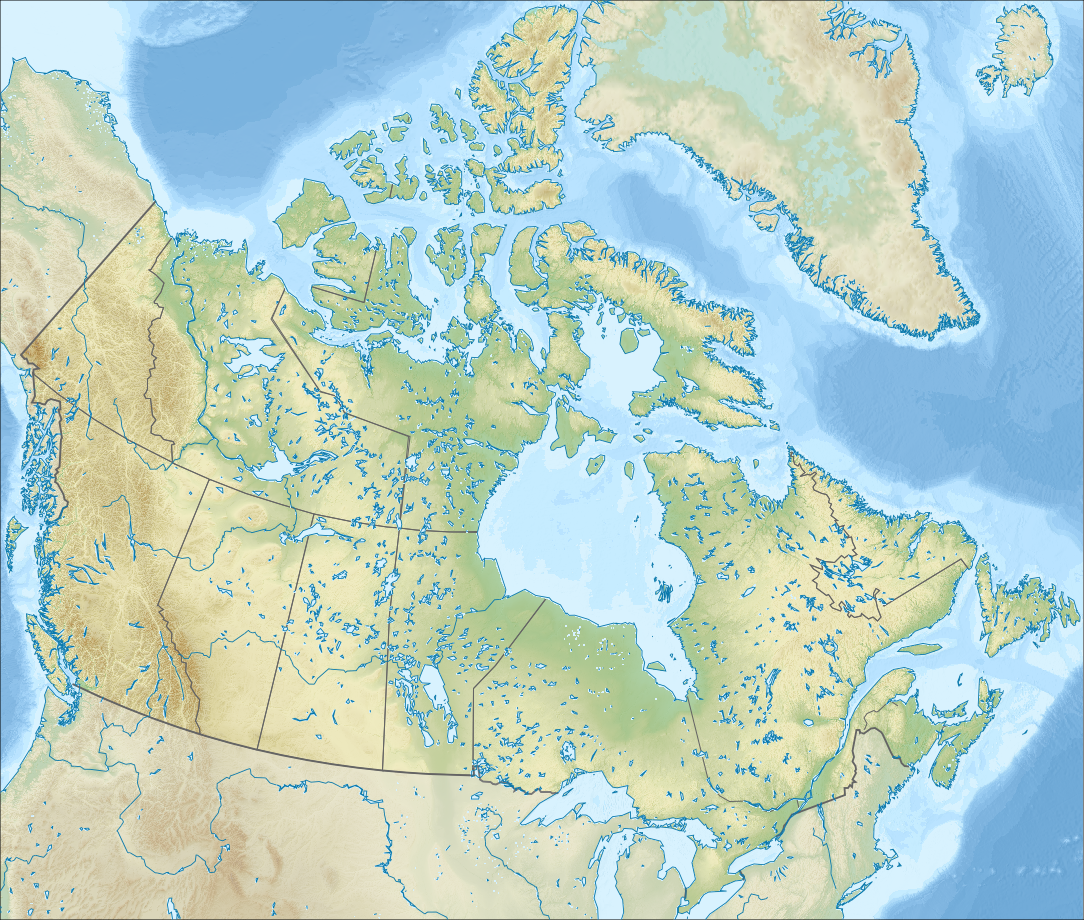
Karte von Kanada

Die Liste der Meerengen in Kanada ist eine unvollständige Auflistung kanadischer Meerengen (bzw. Meeresstraßen), geordnet nach den Provinzen und Territorien.

## Alberta
keine Meerengen

## British Columbia
| Name                     | Länge  | verbindet Gewässer       | mit Gewässer                     | trennt Landmasse  | von Landmasse         | Koordinaten           |
| ------------------------ | ------ | ------------------------ | -------------------------------- | ----------------- | --------------------- | --------------------- |
| Active Pass              | 5,5 km | Straße von Georgia       | Trincomali-Kanal                 | Galiano Island    | Mayne Island          | 48° 52′ N, 123° 19′ W |
| Boundary Pass            | 23 km  | Haro-Straße              | Straße von Georgia               | Gulf Islands      | San Juan Islands      | 48° 44′ N, 123° 09′ W |
| Discovery Passage        | 25 km  | Straße von Georgia       | Johnstone Strait                 | Vancouver Island  | Discovery Islands     | 50° 13′ N, 125° 33′ W |
| Dixon Entrance           | 80 km  | Hecate-Straße            | Clarence Strait                  | Haida Gwaii       | Prince-of-Wales-Insel | 54° 22′ N, 132° 20′ W |
| Haro-Straße              | 40 km  | Juan-de-Fuca-Straße      | Boundary Pass                    | Vancouver Island  | San Juan Island       | 48° 34′ N, 123° 14′ W |
| Hecate-Straße            | 267 km | Dixon Entrance           | Queen Charlotte Sound            | Haida Gwaii       | kanadisches Festland  | 53° 04′ N, 130° 58′ W |
| Johnstone-Straße         | 110 km | Königin-Charlotte-Straße | Discovery Passage                | Vancouver Island  | Discovery Islands     | 50° 28′ N, 126° 05′ W |
| Juan-de-Fuca-Straße      | 150 km | Pazifischer Ozean        | Puget Sound; Straße von Georgia  | Olympic Peninsula | Vancouver Island      | 48° 18′ N, 124° 03′ W |
| Königin-Charlotte-Straße | 100 km | Queen Charlotte Sound    | Johnstone Strait                 | Vancouver Island  | kanadisches Festland  | 50° 54′ N, 127° 21′ W |
| Skidegate Channel        | 50 km  | Hecate-Straße            | Pazifischer Ozean                | Graham Island     | Moresby Island        | 53° 09′ N, 132° 20′ W |
| Straße von Georgia       | 240 km | Königin-Charlotte-Straße | Juan-de-Fuca-Straße, Puget Sound | Vancouver Island  | kanadisches Festland  | 49° 18′ N, 123° 48′ W |

## Manitoba
keine Meerengen

## Neufundland und Labrador
| Name              | Länge  | verbindet Gewässer | mit Gewässer       | trennt Landmasse | von Landmasse      | Koordinaten           |
| ----------------- | ------ | ------------------ | ------------------ | ---------------- | ------------------ | --------------------- |
| Belle-Isle-Straße | 125 km | Sankt-Lorenz-Golf  | Atlantischer Ozean | Neufundland      | Labrador-Halbinsel | 51° 40′ N, 056° 15′ W |
| Cabotstraße       | 110 km | Sankt-Lorenz-Golf  | Atlantischer Ozean | Neufundland      | Kap-Breton-Insel   | 47° 14′ N, 059° 43′ W |

## New Brunswick
| Name                   | Länge | verbindet Gewässer | mit Gewässer | trennt Landmasse     | von Landmasse        | Koordinaten           |
| ---------------------- | ----- | ------------------ | ------------ | -------------------- | -------------------- | --------------------- |
| Northumber- landstraße | 13 km | Sankt-Lorenz-Golf  |              | kanadisches Festland | Prince Edward Island | 46° 00′ N, 063° 30′ W |

## Nordwest-Territorien
| Name                   | Länge    | verbindet Gewässer     | mit Gewässer           | trennt Landmasse                                    | von Landmasse                                           | Koordinaten           |
| ---------------------- | -------- | ---------------------- | ---------------------- | --------------------------------------------------- | ------------------------------------------------------- | --------------------- |
| McClure Strait         | 300 km   | Viscount-Melville-Sund | Beaufortsee            | Banksinsel                                          | Melville Island, Prince Patrick Island, Eglinton Island | 74° 50′ N, 118° 05′ W |
| Parry Channel          | 1.000 km | Baffin Bay             | Beaufortsee            | Nördliche Inseln des kanadisch-arktischen Archipels | Südliche Inseln des kanadisch-arktischen Archipels      | 74° 00′ N, 093° 00′ W |
| Prince of Wales Strait | 300 km   | Amundsen-Golf          | Viscount-Melville-Sund | Victoria Island                                     | Banksinsel                                              | 72° 40′ N, 118° 30′ W |
| Wilkins Strait         | 120 km   | Arktischer Ozean       | Arktischer Ozean       | Borden Island                                       | Mackenzie King Island                                   | 78° 10′ N, 112° 00′ W |

## Nova Scotia
| Name                   | Länge | verbindet Gewässer | mit Gewässer | trennt Landmasse     | von Landmasse        | Koordinaten           |
| ---------------------- | ----- | ------------------ | ------------ | -------------------- | -------------------- | --------------------- |
| Northumber- landstraße | 13 km | Sankt-Lorenz-Golf  |              | kanadisches Festland | Prince Edward Island | 46° 00′ N, 063° 30′ W |

## Nunavut
| Name                      | Länge    | verbindet Gewässer                 | mit Gewässer                        | trennt Landmasse                                    | von Landmasse                                                | Koordinaten           |
| ------------------------- | -------- | ---------------------------------- | ----------------------------------- | --------------------------------------------------- | ------------------------------------------------------------ | --------------------- |
| Arnott Strait             | 40 km    | Arktischer Ozean                   | Byam Martin Channel                 | Cameron Island                                      | Île Vanier                                                   | 76° 18′ N, 103° 34′ W |
| Barrow Strait             | 270 km   | Lancastersund                      | Viscount-Melville-Sund              | Bathurst Island, Cornwallis Island, Devon Island    | Prince-of-Wales-Insel, Russell Island, Somerset Island       | 74° 25′ N, 096° 02′ W |
| Belcher-Kanal             | 70 km    | Norwegian Bay                      | Arktischer Ozean                    | Cornwall Island                                     | Devon Island                                                 | 77° 15′ N, 095° 00′ W |
| Bellotstraße              | 35 km    | Golf von Boothia                   | Franklin Strait                     | Somerset Island                                     | Boothia-Halbinsel (kanadisches Festland)                     | 72° 00′ N, 094° 48′ W |
| Coronation Gulf           | 220 km   | Dolphin and Union Strait           | Dease Strait                        | kanadisches Festland                                | Victoria Island                                              | 68° 00′ N, 113° 00′ W |
| Crozier Strait            | 32 km    | Arktischer Ozean                   | Arktischer Ozean                    | Bathurst Island                                     | Little Cornwallis Island                                     | 75° 35′ N, 097° 13′ W |
| Danish Strait             | 60 km    | Arktischer Ozean                   | Arktischer Ozean                    | Thor Island, Ellef Ringnes Island                   | King Christian Island                                        | 78° 02′ N, 101° 45′ W |
| Davisstraße               | 700 km   | Baffin Bay                         | Labradorsee                         | Baffininsel                                         | Grönland                                                     | 67° 00′ N, 058° 00′ W |
| Dease Strait              | 170 km   | Queen Maud Gulf                    | Coronation Gulf                     | Kent Peninsula (kanadisches Festland)               | Victoria Island                                              | 68° 50′ N, 107° 30′ W |
| Desbarats Strait          | 35 km    | Arktischer Ozean                   | Arktischer Ozean                    | Findlay-Gruppe                                      | Cameron Island                                               | 76° 05′ N, 104° 10′ W |
| Dolphin and Union Strait  | 210 km   | Coronation Gulf                    | Amundsen Gulf                       | Victoria Island                                     | (kanadisches Festland)                                       | 69° 51′ N, 117° 27′ W |
| Evans Strait              | 90 km    | Fisher Strait                      | Hudson Bay                          | Southampton Island                                  | Coats Island                                                 | 63° 15′ N, 082° 15′ W |
| Fisher Strait             | 100 km   | Evans Strait                       | Hudson Bay                          | Southampton Island                                  | Coats Island                                                 | 63° 00′ N, 084° 30′ W |
| Foxe-Kanal                | 322 km   | Hudson Bay, Hudsonstraße           | Foxe Basin                          | Foxe-Halbinsel (Baffininsel)                        | Southampton Island, Melville-Halbinsel                       | 64° 39′ N, 079° 44′ W |
| Franklin Strait           | 85 km    | Peel Sound, Bellotstraße           | Larsen Sound                        | Boothia-Halbinsel (kanadisches Festland)            | Prince-of-Wales-Island                                       | 71° 30′ N, 096° 30′ W |
| Frozen Strait             | 80 km    | Foxe Basin                         | Roes Welcome Sound, Repulse Bay     | Southampton Island, White Island                    | Vansittart Island, Melville Peninsula (kanadisches Festland) | 65° 45′ N, 084° 20′ W |
| Fury-und-Hecla-Straße     | 70 km    | Golf von Boothia                   | Foxe Basin                          | Baffininsel                                         | Melville-Halbinsel                                           | 69° 54′ N, 084° 17′ W |
| Goldsmith Channel         | 100 km   | Viscount-Melville-Sund             | McClintock-Kanal                    | Victoria Island                                     | Stefansson Island                                            | 73° 10′ N, 106° 06′ W |
| Hall-Becken               | 75 km    | Kennedy-Kanal                      | Robeson-Kanal                       | Ellesmere Island                                    | Grönland                                                     | 81° 26′ N, 063° 36′ W |
| Hendriksen Strait         | 40 km    | Arktischer Ozean                   | Norwegian Bay                       | Amund Ringnes Island                                | Cornwall Island                                              | 77° 50′ N, 096° 30′ W |
| Hudsonstraße              | 700 km   | Labradorsee                        | Hudson Bay                          | Ungava-Halbinsel (Labrador)                         | Baffininsel                                                  | 62° 00′ N, 072° 00′ W |
| James Ross Strait         | 180 km   | Larsen Sound                       | St. Roch Basin                      | King William Island                                 | Boothia-Halbinsel                                            | 69° 50′ N, 096° 30′ W |
| Jonessund                 | 200 km   | Baffin Bay                         | Norwegian Bay                       | Ellesmere Island                                    | Devon Island                                                 | 76° 00′ N, 086° 00′ W |
| Kennedy-Kanal             | 130 km   | Kane Basin                         | Hall-Becken                         | Washington Land (Grönland)                          | Ellesmere Island                                             | 80° 44′ N, 067° 06′ W |
| Lancastersund             | 50 km    | Prince Regent Inlet, Barrow Strait | Baffin Bay                          | Devon Island                                        | Baffininsel                                                  | 75° 15′ N, 084° 00′ W |
| Larsen Sound              | 140 km   | McClintock-Kanal, Franklin Strait  | James Ross Strait, Victoria Strait  | Prince-of-Wales-Island, Boothia-Halbinsel           | King William Island, Gateshead Island                        | 70° 30′ N, 098° 45′ W |
| McClintock-Kanal          | 271 km   | Viscount-Melville-Sund             | Larsen Sound                        | Prince-of-Wales-Island                              | Victoria Island                                              | 71° 41′ N, 102° 13′ W |
| McDougall-Sund            | 78 km    | Crozier Strait                     | Parry Channel                       | Bathurst Island                                     | Cornwallis Island                                            | 75° 15′ N, 097° 30′ W |
| Melvillesund              | 80 km    | Coronation Gulf, Kiluhiqtuq        | Parry Bay, Warrender Bay, Elu Inlet | Kent Peninsula                                      | kanadisches Festland                                         | 68° 10′ N, 107° 00′ W |
| Nares-Straße              | 450 km   | Baffin Bay                         | Lincolnsee                          | Ellesmere Island                                    | Grönland                                                     | 80° 10′ N, 068° 55′ W |
| Parry Channel             | 1.000 km | Baffin Bay                         | Beaufortsee                         | Nördliche Inseln des kanadisch-arktischen Archipels | Südliche Inseln des kanadisch-arktischen Archipels           | 74° 00′ N, 093° 00′ W |
| Peel Sound                | 230 km   | Barrow Strait                      | Franklin Strait                     | Somerset Island                                     | Prince-of-Wales-Island                                       | 73° 00′ N, 096° 20′ W |
| Pullen Strait             | 18 km    | Arktischer Ozean                   | Arktischer Ozean                    | Cornwallis Island                                   | Little Cornwallis Island                                     | 75° 30′ N, 096° 00′ W |
| Roes Welcome Sound        | 290 km   | Hudson Bay                         | Frozen Strait                       | Southampton Island                                  | kanadisches Festland                                         | 65° 01′ N, 086° 40′ W |
| Queen Maud Gulf           | 290 km   | Dease Strait                       | Victoria Strait                     | Victoria Island                                     | kanadisches Festland                                         | 68° 20′ N, 102° 00′ W |
| Penny Strait              | 90 km    | Arktischer Ozean                   | Queens Channel                      | Bathurst Island                                     | Devon Island                                                 | 76° 30′ N, 097° 00′ W |
| Prince Regent Inlet       | 250 km   | Lancastersund                      | Golf von Boothia                    | Somerset Island                                     | Baffininsel                                                  | 73° 00′ N, 090° 30′ W |
| Robeson-Kanal             | 550 km   | Hall-Becken                        | Lincolnsee                          | Ellesmere Island                                    | Grönland                                                     | 82° 02′ N, 061° 13′ W |
| Simpson Strait            | 80 km    | Queen Maud Gulf                    | Rasmussen Basin                     | King William Island                                 | Adelaide Peninsula (kanadisches Festland)                    | 68° 29′ N, 097° 10′ W |
| Sir William Parker Strait | 32 km    | Arktischer Ozean                   | Arktischer Ozean                    | Bathurst Island                                     | Helena Island                                                | 76° 37′ N, 100° 43′ W |
| Smithsund                 | 50 km    | Baffin Bay                         | Kane-Becken                         | Ellesmere Island                                    | Grönland                                                     | 78° 25′ N, 074° 00′ W |
| Sverdrup-Kanal            | 65 km    | Arktischer Ozean                   | Peary-Kanal                         | Meighen Island                                      | Axel Heiberg Island                                          | 80° 00′ N, 097° 45′ W |
| Victoria Strait           | 140 km   | Queen Maud Gulf                    | Larsen Sound                        | Victoria Island                                     | King William Island                                          | 69° 31′ N, 100° 30′ W |
| Viscount-Melville-Sund    | 100 km   | Lancastersund                      | McClure Strait                      | Victoria Island, Prince-of-Wales-Island             | Königin-Elisabeth-Inseln                                     | 78° 00′ N, 108° 00′ W |

## Ontario
keine Meerengen

## Prince Edward Island
| Name                   | Länge | verbindet Gewässer | mit Gewässer | trennt Landmasse     | von Landmasse        | Koordinaten           |
| ---------------------- | ----- | ------------------ | ------------ | -------------------- | -------------------- | --------------------- |
| Northumber- landstraße | 13 km | Sankt-Lorenz-Golf  |              | kanadisches Festland | Prince Edward Island | 46° 00′ N, 063° 30′ W |

## Québec
| Name         | Länge  | verbindet Gewässer | mit Gewässer | trennt Landmasse            | von Landmasse | Koordinaten           |
| ------------ | ------ | ------------------ | ------------ | --------------------------- | ------------- | --------------------- |
| Hudsonstraße | 700 km | Labradorsee        | Hudson Bay   | Ungava-Halbinsel (Labrador) | Baffininsel   | 62° 00′ N, 072° 00′ W |

## Saskatchewan
keine Meerengen

## Yukon
keine Meerengen
- Karte mit allen Koordinaten:
- OSM |
- WikiMap